# 이규환 (야구 선수)
이규환(李揆歡, 1989년 4월 2일 ~ 2012년 1월 10일)은 전 KBO 리그 두산 베어스의 외야수이다.

## 생애
2012년 두산 베어스의 지명을 받아 입단했으나, 2012년 신인 선수 교육 중 실족사하였다. 이듬해 7월에는 같은 해에 신인 지명을 받은 대졸 동기생 이장희(LG 트윈스 7라운드 지명)도 갑작스러운 실족사로 사망하게 되어, 입단 동기 대졸생들의 마음을 아프게 하였다.

## 학력
- 청원초등학교
- 청원중학교
- 청원고등학교
- 원광대학교

## 등번호
- 34 - 두산 베어스